# Århusteologerna
Århusteologerna syftar på en rad kända teologer som från mitten av 1900-talet har präglat dansk filosofi och teologi. De är P.G. Lindhardt, K.E. Løgstrup, Regin Prenter och Johannes Sløk. Alla fyra var professorer i teologi vid Aarhus universitet.